# 4513-as mellékút (Magyarország)
A 4513-as számú mellékút egy közel 16 kilométer hosszú, négy számjegyű mellékút Jász-Nagykun-Szolnok és Csongrád-Csanád vármegyék határvidékén; Csépa települést köti össze Csongráddal, illetve a 451-es főúttal.

## Nyomvonala
A 4511-es útból ágazik ki, annak 10+600-as kilométerszelvénye közelében, Csépa központjában, lényegében a 4514-es út egyenes folytatásaként. Dél felé indul, Hunyadi utca néven, majd egy iránytörést követően Rákóczi utca lesz a neve. Mintegy 800 méter után lép ki a belterületről, majd kevéssel a 3. kilométere előtt eléri a Gyova-Mámai Holt-Tisza partját és egy darabig amentén folytatódik, délkelet felé fordulva. 4,6 kilométer után átlép Szelevény területére, de ott lakott területeket nem érint, 5,7 kilométer után már Csongrád határain belül folytatódik.
12,3 kilométer után egy pontonhíddal keresztezi a Tisza folyót, a túlpartra átérve szinte azonnal csongrádi lakott területek közt folytatódik, Zsinór utca néven, déli irányban. A belvárosba érve két, közel derékszögű iránytörése van, előbb nyugatnak fordul Fő utca, majd ismét délnek, Vasút utca néven. 14,3 kilométer megtételét követően délnyugat felé fordul és a Két temető utca nevet veszi fel, keresztezi a Kiskunfélegyháza–Orosháza-vasútvonalat, majd hamarosan ki is lép a belterületről. A 451-es főút 24+300-as kilométerszelvénye táján lévő körforgalomba becsatlakozva ér véget, egyenes folytatása délnyugat felé a 4517-es út.
Teljes hossza, az országos közutak térképes nyilvántartását szolgáló kira.gov.hu adatbázisa szerint 15,737 kilométer.

## Települések az út mentén
- Csépa
- (Szelevény)
- Csongrád